# Jacques Le Mol
Jacques Le Mol (XVe siècle) fut organiste de la Cathédrale Notre-Dame de Paris de 1436 à 1440.